# Blaž Granić
Blaž Granić je bio hrvatski nogometaš. Igrao je u RNK Split krajem 50-ih godina na mjestu desnog braniča. U prvoj prvoligaškoj Splitovoj sezoni 1957/58. zabilježio je 28 nastupa.